# Teoria opanowania trwogi
Teoria opanowywania trwogi (ang. terror management theory – TMT) – teoria autorstwa Jeffa Greenberga, Sheldona Solomona i Thomasa Pyszczynskiego, zakładająca, iż podstawowym źródłem ludzkiej motywacji i niektórych przekonań jest doświadczanie trwogi, będącej efektem świadomości nieuniknionej śmierci.
Według TMT, ludzie, poza wspólnym ze zwierzętami dążeniem do przetrwania, posiadają unikatowe zdolności poznawcze (m.in. myślenie symboliczne, postrzeganie rzeczywistości w wymiarze czasowym, rozbudowaną samoświadomość), dzięki którym zdają sobie sprawę ze skończoności swojej egzystencji. Zestawienie tego instynktownego pragnienia dalszego życia ze świadomością nieuchronnej śmierci, wyzwala potencjał trwogi – podstawowy egzystencjalny lęk. Z perspektywy teorii, obronę przeciw poczuciu trwogi stanowi dwuczynnikowy kulturowy bufor, na który składa się:
- światopogląd, zawierający: sensowną, uporządkowaną i stabilną koncepcję rzeczywistości, zespół standardów według których jednostka buduje poczucie własnej wartości oraz obietnicę dosłownej lub symbolicznej nieśmiertelności dla tych, którzy będą żyć zgodnie z tymi normami;
- samoocena, tworzona na kanwie przyjętego światopoglądu, ma zawierać percepcję jednostki jako wartościowego członka sensownego wszechświata.

Ze względu na zasadniczą rolę światopoglądu i samooceny w procesie ochrony jednostki przed głęboko zakorzenionym lękiem (trwogą egzystencjalną), ogromna liczba ludzkich zachowań koncentruje się na podtrzymywaniu tych struktur oraz bronieniu ich przed zagrożeniami.
Powyższe założenia są podstawą licznych badań eksperymentalnych, w których manipuluje się wielkością trwogi egzystencjalnej poprzez procedury zmieniające poziom samooceny lub stabilność światopoglądu jednostki. Eksperymenty te wpisują się w nowy, postulowany przez Greenberga, Koole’a i Pyszczynskiego, paradygmat badań – egzystencjalną psychologię eksperymentalną (experimental existential psychology).